# Dissimulate
Dissimulate – drugi studyjny album australijskiej grupy The Berzerker. W przeciwieństwie do poprzedniej płyty, na tej gra już prawdziwy perkusista.

## Lista utworów
1. "Disregard" – 1:20
2. "Failure" – 2:26
3. "The Principles and Practices of Embalming" – 3:25
4. "No One Wins" – 1:50
5. "Death Reveals" – 1:56
6. "Compromise" – 2:43
7. "Betrayal" – 2:30
8. "Last Mistake" – 3:20
9. "Painless" – 3:16
10. "Pure Hatred" – 1:24
11. "Paradox" – 2:06
12. "Abandonment" – 1:36
13. "Untitled Track" – 1:06
14. "Corporal Jigsore Quandary (Carcass cover)" – 5:34

## Twórcy
- Luke Kenny - śpiew
- Matt Wilcock - gitara elektryczna
- Sam Bean - gitara basowa, śpiew
- Gary Thomas - perkusja